# SCAT
SCAT Airlines (юридична назва — АТ «Авіакомпанія «SCAT») — одна з найбільших авіакомпаній Республіки Казахстан. Штаб-квартира розташована в Шимкенті. Найбільші хаби: Актау, Алмати, Астана. 
Виконує пасажирські авіарейси всередині країни, країни СНД, Туреччину, Таїланд, Китай, ОАЕ, Індії, Малайзії, В'єтнаму. 
У 2012 році кількість перевезених пасажирів перевищила 1 мільйон чоловік. Авіакомпанія також володіє двома дочірніми авіакомпаніями:
1) "Південне Небо" (Авіакомпанія володіє тільки радянськими літаками як Ан-2, Ан-24, що базується в місті Тараз)
2) Sunday Airlines - теж дочірня авіакомпанія Ската. Здійснює перевезення пасажирів по чартерним напрямках, і по курортних місцях.
Також авіакомпанія здійснює вантажоперевезення. На наявних літаках Ан виконуються завдання по санавіації та сільськогосподарські роботи по хімічній обробці полів Казахстану від шкідливих комах.

## Історія
Авіакомпанія «SCAT» була заснована в 1997 році пілотами-однодумцями. Власники: Володимир Іванович Денисов і Володимир Андрійович Ситник. Спочатку компанія складалася з 17 людей – професіоналів своєї справи, які щодня трудилися над розвитком авіації, тоді ще молодого Казахстану. Перший політ був здійснений в 1998 році на ПС Ан-24 за авіамаршрутом Алмати – Кизилорда - Алмати. В авіапарку був лише один літак, а чисельність персоналу становила 28 осіб. До кінця цього ж року було освоєно ще два напрямки: Астана – Шимкент – Алмати і Астана – Шимкент – Астана. Поступово відбувається оновлення парку повітряних суден. У 2008 році авіакомпанія придбала перший Boeing 737. У 2009 році після придбання повітряного судна Boeing 757 авіакомпанія почала здійснювати чартерну програму, здійснюючи перельоти в популярні туристичні курорти.
- 2 липня 1997 року в Шимкенті зареєстровано ТОВ Авіакомпанія «SCAT». 14 листопада компанія отримує сертифікат експлуатанта, що дає право на виконання регулярних рейсів.
- 10 березня 1998 року виконаний перший комерційний рейс, який поклав початок «епохи» регулярних маршрутів.
- 1999 рік – початок виконання міжнародних маршрутів.
- 2000 рік – Пасажирообіг складає 3000 чоловік. Парк повітряних суден складається з 7 ПС Ан-24.
- 2001 рік – авіакомпанія отримує контракт на виконання рейсів на Африканському континенті, де отримує безцінний досвід роботи за новими стандартами.
- 2002 рік – планомірно реалізується програма поповнення парку ПС. До кінця року флот складається з 13 ПС Ан-24 і 28 ПС Ан-2.
- 2003 рік – ТОВ «Авіакомпанія «SCAT» перетворено у ЗАТ. Компанія розширює географію польотів, у регулярному розкладі задіяно 36 внутрішніх і 10 міжнародних напрямків.
- 2004 рік – обсяги пасажирських перевезень компанії збільшилися в 3 рази порівняно з 2003 роком. ЗАТ «Авіакомпанія «SCAT» перетворено в АТ «Авіакомпанія «SCAT».
- 2005 рік – перехід на реактивну техніку. «SCAT» починає експлуатацію ПС Як-42, на якому вперше виконує рейс Шимкент-Москва.
- 2006 рік – Парк ВС складається з: 28 Ан-22, 23 Ан-24, 2 Як-42 і 1 ВАС 1-11
- 2007 рік – на базі Авіакомпанії «SCAT» створений Авіаційний навчальний центр, який є членом Асоціації авіаційних навчальних центрів Російської Федерації.
- 2008 рік – перехід на глобальну систему бронювання. Переоснащення авіапарку на ВС Boeing, придбано 2 ВС Boeing 737. Відкрито новий міжнародний рейс Шимкент-Урумчі.
- 2009 рік – придбання першого ВС Boeing 757-200. Компанія починає виконувати чартерну програму. Відкриті міжнародні туристичні рейси в Туреччину, Таїланд, Китай, ОАЕ, Єгипет.
- 13 липня 2009 року - Європейська комісія після проведеної перевірки діяльності казахстанської цивільної авіації та листування з авіаційними властями включила в свій "чорний список" авіаперевізника.
- 2010 рік – компанія запускає реалізацію авіаперевезень на електронних бланках. Збільшується мережа внутрішніх і міжнародних рейсів.
- 2011 рік – компанія бере активну участь у 7 Зимових Азійських іграх, виступаючи офіційним спонсором і надаючи авіаперельоти спортсменам гостям з усього світу. 14 червня в Міністерство зв'язку та інформації РК зареєстрований і надруковано перший тираж офіційного бортового журналу «aspan». 14 грудня «SCAT» отримує в експлуатацію перший Bombardier CRJ-200, який поклав початок формуванню власного парку ЗС CRJ 200. Відкрито новий міжнародний рейс Шимкент-Стамбул.
- 2012 рік - Штат компанії налічує понад 750 осіб. Парк ВС складається переважно з власних літаків Boeing 757/737, Bombardier CRJ-200/700, Як-42, Ан-24, Ан-2. Сформований власний висококваліфікований штат співробітників з обслуговування ЗС. Компанія отримала сертифікат EASA Part-145, що дозволяє самостійно здійснювати технічне обслуговування і ремонт літаків. Авіакомпанія вперше перевезла більше одного мільйона пасажирів за рік.
- 8 грудня 2016 року - казахстанським авіакомпаніям дозволили літати в Європу. До цього протягом семи років авіакомпанії SCAT Airlines, Qazaq Air і Bek Air були в чорному списку для польотів в країни Євросоюзу. Казахстанські авіалінії відтепер будуть двічі на рік здавати звіти про дотримання правил безпеки та відповідності міжнародним стандартам, щоб знову не опинитися в стоп-листі.

Починаючи з літнього періоду 2013 року авіарейси з туристичним напрямками виробляються під брендом «SunDay Airlines»

## Авіамаршрути
Перелік пунктів призначення на квітень 2013 року:
| † | Hub                    |
| * | Відкриваються напрямки |
| ^ | Сезонні напрямки       |

| Місто             | Країна    | IATA | ICAO | Аеропорт                                 |
| ----------------- | --------- | ---- | ---- | ---------------------------------------- |
| Актау             | Казахстан | SCO  | UATE | Міжнародний аеропорт "Актау" Hub†        |
| Актобе            | Казахстан | AKX  | UATT | Міжнародний аеропорт "Актобе "Hub†       |
| Алмати            | Казахстан | ALA  | UAAA | Міжнародний аеропорт «Алмати» Hub†       |
| Анталья           | Туреччина | AYT  | LTAI | Міжнародний аеропорт "Анталія" ^         |
| Астана            | Казахстан | TSE  | UACC | Міжнародний аеропорт «Астана» Hub†       |
| Астрахань         | Росія     | ASF  | URWA | Міжнародний аеропорт "Астрахань"         |
| Атирау            | Казахстан | GUW  | UATG | Міжнародний аеропорт «Атирау»            |
| Баян-Улгій        | Монголія  | ULG  | ZMUL | Міжнародний аеропорт "Улгій"             |
| Бангкок           | Таїланд   | BKK  | VTBS | Міжнародний аеропорт «Суварнабхумі»      |
| Гоа               | Індія     | GOI  | VOGO | Міжнародний аеропорт "Даболім" ^         |
| Єреван            | Вірменія  | EVN  | UDYZ | Міжнародний аеропорт "Звартноц"          |
| Жезказган         | Казахстан | DZN  | UAKD | Аеропорт «Джезказган»                    |
| Караганда         | Казахстан | KGF  | UAKK | Міжнародний аеропорт «Сари-Арка»         |
| Кокшетау          | Казахстан | KOV  | UACK | Міжнародний аеропорт "Кокшетау"          |
| Костанай          | Казахстан | KSN  | UAUU | Аеропорт «Нарімановка»                   |
| Краснодар         | Росія     | KRR  | URKK | Міжнародний аеропорт "Пашківський"       |
| Кизилорда         | Казахстан | KZO  | UAOO | Аеропорт «Коркит-Ата»                    |
| Махачкала         | Росія     | MCX  | URML | Міжнародний аеропорт "Уйташ"             |
| Мінеральні Води   | Росія     | MRV  | URMM | Міжнародний аеропорт "Мінеральні Води"   |
| Москва            | Росія     | DME  | UUDD | Міжнародний аеропорт "Москва-Домодєдово" |
| Павлодар          | Казахстан | PWQ  | UASP | Міжнародний аеропорт «Павлодар»          |
| Паттайя           | Таїланд   | UTP  | VTBU | Міжнародний аеропорт "Утапао" ^          |
| Ростов-на-Дону    | Росія     | ROV  | URRR | Міжнародний аеропорт «Ростов-на-Дону»    |
| Санья             | Китай     | SYX  | ZJSY | Міжнародний аеропорт "Фехуен" ^          |
| Семей             | Казахстан | PLX  | UASS | Міжнародний аеропорт «Семипалатінськ»    |
| Стамбул           | Туреччина | IST  | LTBA | Міжнародний аеропорт «Кемаль Ататюрк»    |
| Тараз             | Казахстан | DMB  | UADD | Аеропорт "Ауліє-Ата"                     |
| Тбілісі           | Грузія    | TBS  | UGTB | Міжнародний аеропорт «Тбілісі»           |
| Урджар            | Казахстан | UZR  | UASU | Аеропорт Урджар                          |
| Урумчі            | Китай     | URC  | ZWWW | Міжнародний аеропорт «Дівопу»            |
| Усть-Каменогорськ | Казахстан | UKK  | UASK | Міжнародний аеропорт «Усть-Каменогорськ» |
| Шимкент           | Казахстан | CIT  | UAII | Міжнародний аеропорт «Шимкент» Hub†      |

## Флот авіакомпанії

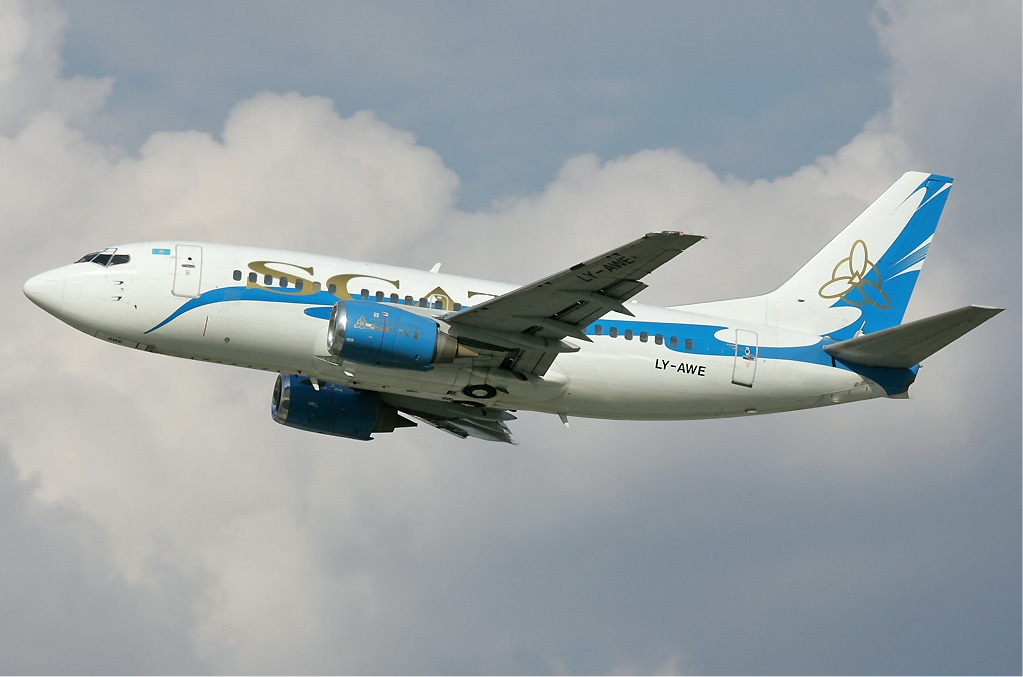
SCAT Boeing 737-500

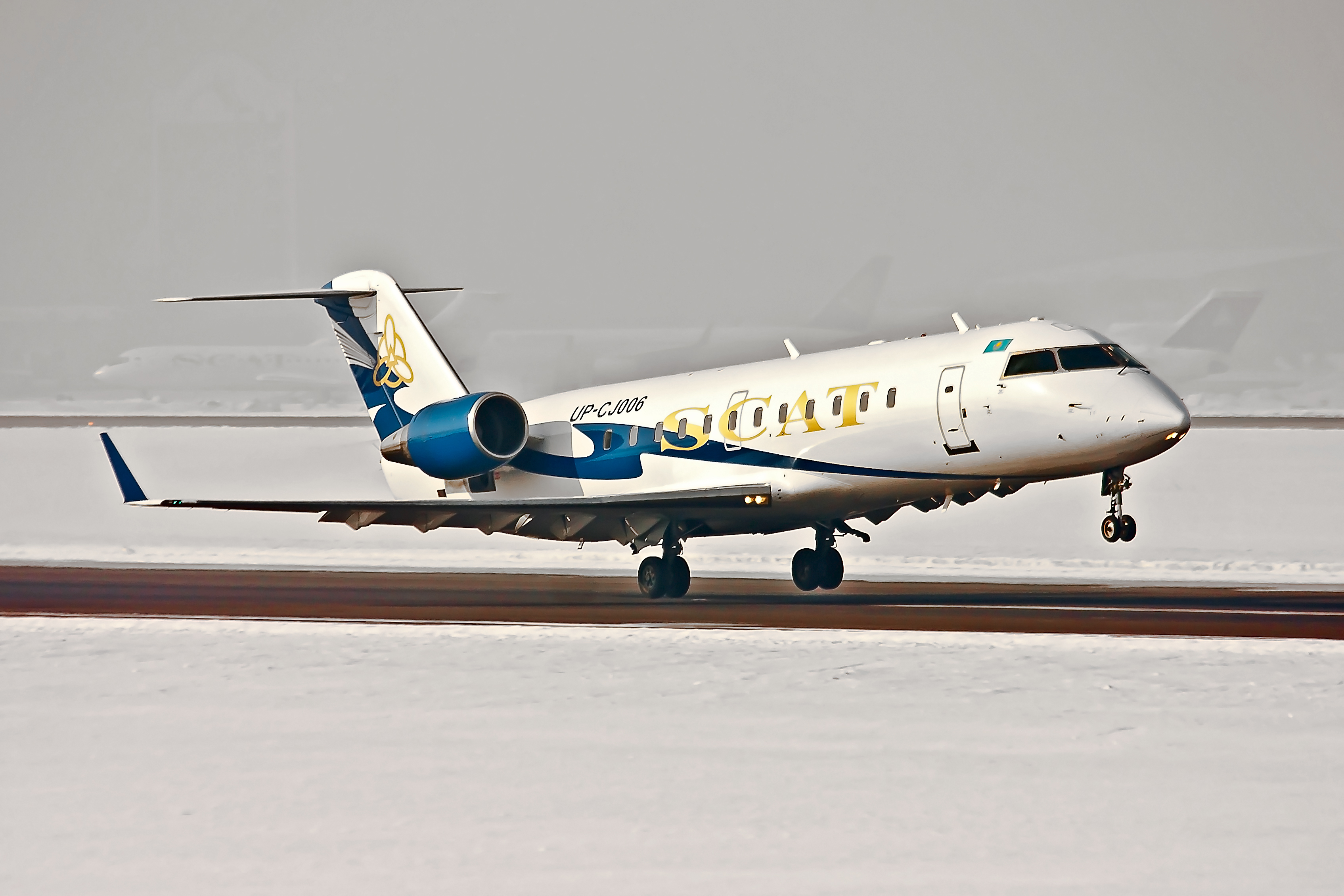
SCAT Bombardier CRJ200

Флот на серпень 2017:
| Boeing 737-300      | 3  | — | —  | 144 | 144 |                                      |  |  |
| Boeing 737-500      | 3  | — | —  | 118 | 118 |                                      |  |  |
| Boeing 737-700      | 1  | — | —  | 149 | 149 |                                      |  |  |
| Boeing 737 MAX 8    | 1  | 5 | —  | 189 | 189 | Перевезення до країн СНД             |  |  |
| Boeing 757-200      | 4  | — | —  | 200 | 200 | 3 борти працювали на Sunday Airlines |  |  |
| Boeing 757-200      | 4  | — | —  | 235 | 235 | 3 борти працювали на Sunday Airlines |  |  |
| Boeing 767-300ER    | 1  | — | 12 | 278 | 290 | оператор Sunday Airlines             |  |  |
| Bombardier CRJ200ER | 3  | — | —  | 50  | 50  |                                      |  |  |
| Bombardier CRJ200LR | 3  | — | —  | 50  | 50  |                                      |  |  |
| Разом               | 18 | 5 |    |     |     |                                      |  |  |

## Катастрофи та події
| Дата       | Бортовий номер | Місце аварії        | Жертви | Короткий опис |
| ---------- | -------------- | ------------------- | ------ | --- |
| 29.01.2013 | UP-CJ006       | Алматинська область | 21/21  | Літак CRJ-200 рейсу № 760 Кокчетав — Алма-Ата при виході на друге коло розбився біля аеропорту Алма-Ата (Казахстан). Загинули 16 пасажирів і 5 членів екіпажу.                        |
| 16.06.2015 | LY-FLB         | Аеропорт Актау      | 0/0    | При проведенні технічних робіт на борту літака Boeing 737-322 сталося мимовільне загоряння, у результаті якого повітряне судно отримало значні пошкодження і відновленню не підлягає. |

## Авіаційний навчальний центр
У 2007 році авіакомпанією створений Авіаційний навчальний центр з підготовки та перепідготовки льотного та інженерно-технічного складу, а також бортпровідників. Комітетом Цивільної авіації міністерства транспорту і комунікацій Республіки Казахстан сьомого березня 2012 року видано сертифікат на право здійснення освітньої діяльності, у відповідності з навчальними планами і програмами.
Крім того, Авіаційний навчальний центр авіакомпанії «SCAT» з 2008 року є членом Асоціації авіаційних навчальних центрів Російської Федерації. Високопрофесійний викладацький склад Авіаційного навчального центру авіакомпанії «SCAT» реалізує свій інтелектуальний потенціал, професіоналізм і досвід в справі підготовки висококваліфікованих, конкурентоспроможних авіафахівців для авіації Республіки Казахстан.